# Petea, Satu Mare
Petea (în maghiară Pete) este un sat în comuna Dorolț din județul Satu Mare, Transilvania, România. Localitatea este situată pe granița de vest a României, pe DN19A, fiind punct de frontieră cu Ungaria. Prin punctul de frontieră este permis traficul de persoane și de marfă. Localitatea este situată la cca 8 km de municipiul Satu Mare.

## Istoric
Satul este atestat pentru prima dată în 1215 în Regestrum Varadinense, unde este menționat un Pristaldus (funcționar judiciar din Regatul Ungariei) numit Kázmér, originar din sat.
Învățătorul Pop Dariu (1887, Măgura Ilvei-1965) a întreprins în perioada interbelică o cercetare a inscripțiilor românești din peste 50 de biserici sătmărene. La Petea a descoperit un Octoih tipărit de Petru Sibianul în anul 1760. Pe marginea filelor cărții era scris „Anii Domnului 1761. Acest Octoih l-am cumpărat eu Onci On și cu frăția sa Costan pomană la sf. Biserică oricine ar muta sau ar fura să fie afurisit. Iar eu Onci On să am putere a o duce sămânța mea”.